# Norbert Dürpisch
Norbert Dürpisch, né le 29 mai 1952 à Genthin, est un coureur cycliste est-allemand. Il a notamment été champion du monde de poursuite individuelle amateur et de poursuite par équipes amateur en 1977.
Lors des championnats du monde sur piste 1978, il se classe deuxième de la poursuite chez les amateurs, mais est contrôlé positif aux stéroïdes. Il n'a jamais été officiellement sanctionné,,.

## Palmarès sur piste

### Jeux olympiques
- Montréal 1976
  - 4e de la poursuite par équipes (avec Thomas Huschke, Uwe Unterwalder et Matthias Wiegand)[4]

### Championnats du monde
- Rocourt 1975
  -  Médaillé de bronze de la poursuite par équipes amateurs

- San Cristobal 1977
  -  Champion du monde de poursuite individuelle amateur
  -  Champion du monde de poursuite par équipes amateur (avec Volker Winkler, Gerald Mortag et Matthias Wiegand)

- Munich 1978
  -  Médaillé d'argent de la poursuite individuelle amateurs

### Championnats nationaux
- Champion d'Allemagne de l'Est de poursuite individuelle en 1976, 1977, 1978
- Champion d'Allemagne de l'Est de poursuite par équipes en 1978

## Palmarès sur route
- 1973
  - 3e du Grand Prix cycliste de L'Humanité
- 1978
  - Tour de Thuringe